# Athalie (Racine)
Pour l’article ayant un titre homophone, voir Athalie (homonymie).
Athalie est une tragédie en cinq actes et en alexandrins, la dernière de Jean Racine.

## Histoire
Après le succès rencontré par Esther, Racine publie Athalie en 1691, une nouvelle pièce à sujet biblique pour les pensionnaires d'une célèbre institution scolaire, la Maison royale de Saint-Louis, créée à Saint-Cyr par Madame de Maintenon.
Athalie, veuve du roi de Juda, gouverne le pays et croit avoir éliminé tout le reste de la famille royale. Elle a abandonné la religion juive en faveur du culte de Baal. En fait, son petit-fils Joas a été sauvé par la femme du grand-prêtre Joad (voir le texte biblique dans Wikisource et la préface de Racine).
Contrairement à Esther, Athalie est une vraie tragédie en cinq actes. Les chœurs ne sont présents qu'à la fin de chaque acte. Au lieu d'affaiblir l'action, ils lui donnent une dimension poétique et spirituelle.
Racine atteint avec Athalie la grandeur des tragédies grecques qu'il connaît très bien. Il y joint, dans certains discours de Joas, le souffle des prophètes bibliques. Dieu apparaît sous un jour terrible. Des auteurs modernes comme Roland Barthes dénoncent le caractère fanatique de Joad et son langage très violent, tandis qu'Athalie est plutôt tolérante en matière religieuse[réf. nécessaire].
Athalie fut victime de l'opposition des moralistes lors de sa création. Opposés au théâtre en général, ils s'indignaient qu'on fît jouer une pièce, même à sujet élevé, par les pensionnaires d'une institution pieuse. Représentée sur les scènes publiques après la mort de Madame de Maintenon, Athalie n'a jamais fait partie des pièces les plus populaires de Racine alors que Voltaire y voyait « peut-être le chef-d'œuvre de l'esprit humain ».
En fait, Racine l'écrivit dans le contexte théologique du christianisme, même s'il s'agit d'une histoire du royaume de Juda. Dans l'acte III, scène 7, le grand-prêtre Joad prie : « Cieux, répandez votre rosée, et que la terre enfante son Sauveur ! » . À l'origine, il s'agit de la prière du Livre d'Isaïe XXXXV 8, dont le dernier mot n'est autre que « le salut ». Or, dans les premiers siècles du christianisme, les pères y trouvaient le mystère de l'Incarnation. À partir de ce passage, juste au milieu de la pièce, le drame quitte l'ombre et reste dans l'espérance. Racine précisait dans sa préface : « Il s'y agissait non seulement de conserver le sceptre dans la maison de David, mais encore de conserver à ce grand roi cette suite de descendants dont devait naître le Messie (Jésus-Christ) ».

## Personnages
- Joas, roi de Juda, fils d’Ochozias.
- Ochozias, roi de Juda.
- Athalie, veuve de Joram, aïeule de Joas.
- Joad, autrement Joïada, grand-prêtre.
- Josabet, tante de Joas, femme du grand-prêtre.
- Zacharie, fils de Joad et de Josabet.
- Salomith, sœur de Zacharie.
- Abner, l’un des principaux officiers des rois de Juda.
- Azarias, Ismaël, et les trois autres chefs des Prêtres et des Lévites.
- Mathan, prêtre apostat, sacrificateur de Baal.
- Nabal, confident de Mathan.
- Agar, femme de la suite d’Athalie.
- Troupe de prêtres et de lévites.
- Suite d’Athalie.
- La nourrice de Joas.
- Chœur de jeunes filles de la tribu de Lévi.

La scène est dans le temple de Jérusalem, dans un vestibule de l’appartement du grand-prêtre.

## Résumé de la pièce

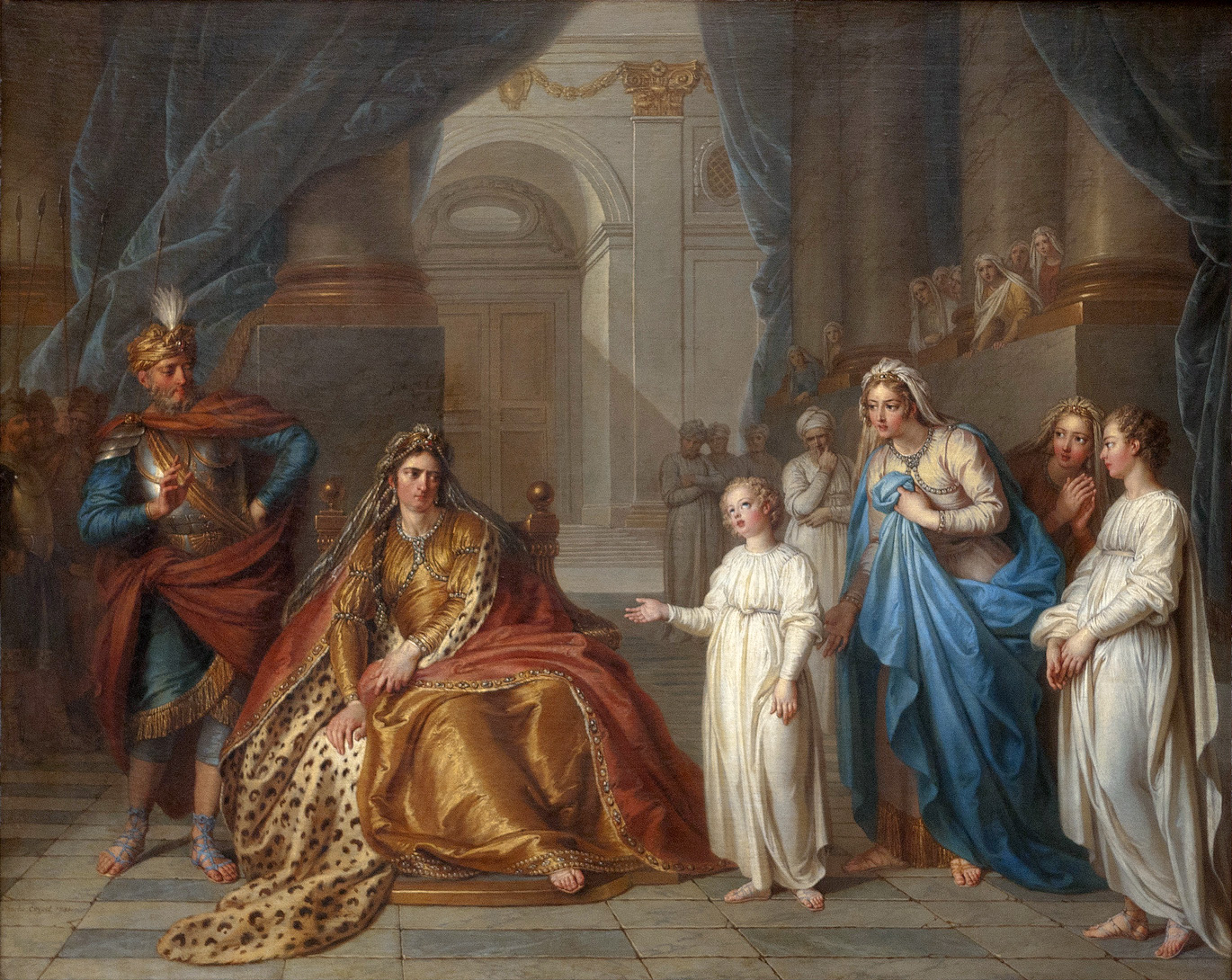
Charles-Antoine Coypel, Athalie interroge Joas (1741).

- Acte 1 (4 scènes) - Joad, le grand-prêtre juif, s'assure qu'Abner, officier de l'armée, soutiendrait un éventuel descendant du roi de Juda s'il apparaissait. Puis il convient avec son épouse Josabet de révéler l'existence de Joas afin de détrôner Athalie et de ramener le pays à la vraie religion.
- Acte 2 (9 scènes) - Athalie est allée dans le temple juif et y a trouvé un enfant qu'elle avait déjà vu en rêve. Elle ignore que cet enfant est Joas, son petit-fils. Elle demande à Joad de faire venir cet enfant. Séduite par son intelligence, elle l'invite à venir vivre avec elle au palais. Joas, qui a été éduqué dans la religion juive par le grand-prêtre, la repousse.
- Acte 3 (8 scènes) - Craignant un complot de Joad, Athalie veut qu'il lui envoie Joas comme otage. Le grand-prêtre se prépare à proclamer Joas comme roi afin de la prendre de vitesse.
- Acte 4 (6 scènes) - Joad révèle à Joas qu'il est le descendant et le successeur des rois de Juda. Les prêtres barricadent le Temple.
- Acte 5 (8 scènes) - Athalie s'apprête à déloger les réfugiés du Temple. Elle vient pour réclamer l'enfant. Joad lui révèle qui est Joas. À l'extérieur, les assaillants sont pris de panique et s'enfuient. Joad fait exécuter Athalie.

## Dramaturgie
Tout comme d'autres pièces de Racine, l'œuvre respecte les règles de la composition classique de pièce théâtrale, issues de la tradition ancienne grecque. D'abord, l'unité de lieu est évidente. Il s'agit singulièrement du sanctuaire de Jérusalem. Ensuite, l'unité de temps aussi respectée. Le drame ne dure que 24 heures. Enfin, l'unité d'action est achevée sur le sujet du sacre du roi Joas, enfant soigneusement caché et protégé. Athalie n'est autre que son antithèse.
Or, l'œuvre était intitulée Athalie par Racine. En effet, son règne de six ans (841 - 835 avant Jésus-Christ) sur le royaume de Juda était une seule exception. Depuis le roi David jusqu'à la déportation à Babylone en 597, la maison de David avait toujours régné sur ce royaume, sauf cette exception, ce qui était promis par Dieu. Athalie est donc une histoire de la réconciliation du peuple d'Israël avec Dieu de David. On comprend que cette spiritualité ne fut pas adaptée à ceux qui attendaient les spectacles théâtraux.

## Adaptation au cinéma
- 1910 : Athalie, film muet tourné par Albert Capellani[4], sur un scénario de Michel Carré, avec Édouard de Max (le Grand Prêtre Joad) et Jeanne Delvair (Athalie) dans les rôles principaux[5].

## Adaptation au théâtre
- 2017 : Athalie a été joué au Festival de Versailles, Mois Molière[6] en juin 2017 dans une création du Théâtre du Nord-Ouest pour l'intégrale Racine. La particularité de cette mise en scène était de faire jouer tous les rôles par vingt et une femmes comme le fit Racine avec les jeunes filles de la Maison Royale de Saint-Louis, l'établissement de Saint-Cyr créé par Mme de Maintenon, la seconde épouse de Louis XIV. Le chœur de vierges était composé de treize comédiennes chanteuses. Le spectacle fut donné 97 fois à Paris au théâtre du Nord-ouest de 2015 à 2017 dans une mise en scène d'Olivier Bruaux[7]. Avec dans le rôle titre Virginie Lisbonne.

## Adaptation à l’opéra
La tragédie de Racine a fourni la trame du livret de l'oratorio en anglais Athalia, composé par Georg Friedrich Haendel, ainsi qu'une musique de scène de Felix Mendelssohn (1843).

## Littérature
Dans le premier volume de la série Les Colombes du Roi-Soleil, Les Comédiennes de Monsieur Racine l'intrigue d'Anne-Marie Desplat-Duc se concentre autour de la création des deux dernières pièces de Racine, Esther et Athalie. Elle y relate de manière très romancée la création avec dans tous les rôles, les jeunes filles de Saint-Cyr.

## Beaux-Arts

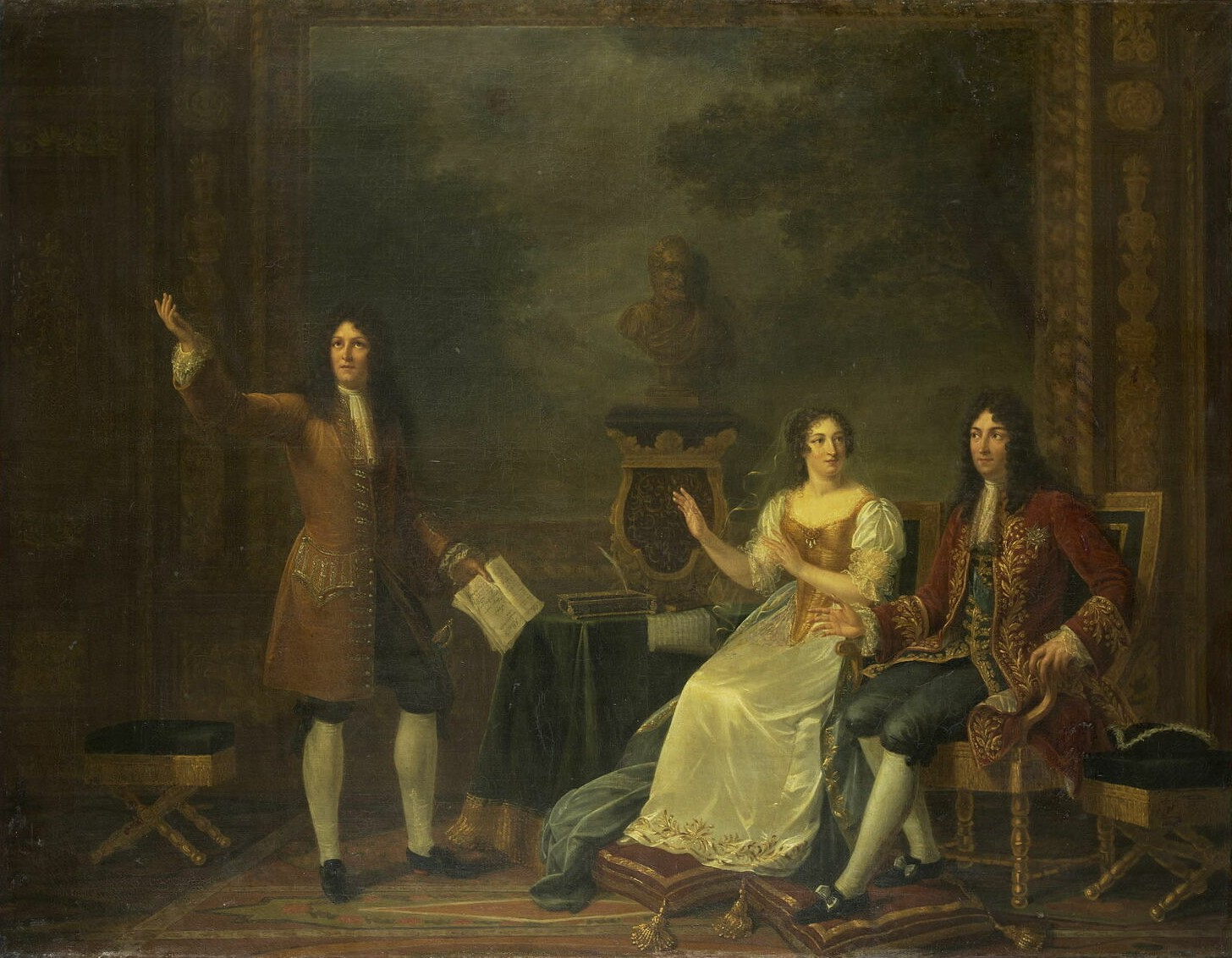
Julie Philipault, Racine lisant Athalie devant Louis XIV et Madame de Maintenon (1819).

En 1819, inspirée par cette pièce, Julie Philipault acheva son œuvre Racine lisant Athalie devant Louis XIV et Madame de Maintenon. Ce tableau fut accueilli au musée du Louvre.

## Sources imprimées
- Athalie, Tragédie de Jean Racine, Intermèdes musicaux de Jean-Baptiste Moreau, Édition d'Anne Piéjus, Société Française de musicologie, Paris 2005 (ISMN : M-56004-026-8). Il s'agit des textes et partitions édités par Anne Piéjus.